# Mošeja Bibi-Hejbat
Mošeja Bibi-Hejbat (azerbajdžansko Bibiheybət məscidi) je mošeja v Bakuju v Azerbajdžanu. Obstoječa stavba, zgrajena v 1990-ih, je poustvaritev istoimenske mošeje, ki jo je v 13. stoletju zgradil Širvanšah Farukzad II. Ibn Ahsitan II., ki so jo boljševiki leta 1934 popolnoma uničili.
Mošeja Bibi-Hejbat vključuje grobnico Ukejme Kanum (potomca islamskega preroka Mohameda) in je danes duhovno središče muslimanov v regiji in eden glavnih spomenikov islamske arhitekture v Azerbajdžanu.
Včasih je znana kot fatimska mošeja, tako jo je poimenoval Alexandre Dumas, ko je opisal mošejo med svojim obiskom v 1850-ih.

## Zgodovina
Mošeja je bila zgrajena nad grobnico hčerke sedmega šiitskega imama Muse al-Kazima, ki je pobegnila v Baku pred preganjanjem abasidskih kalifov. Na grobnici je na kamnu vklesan napis, ki kaže, da Ukejma Kanum pripada sveti družini: »Tu je bila pokopana Ukejma Kanum, potomka preroka Mohameda, vnukinja šestega imama Džafarja al-Sadika, hči sedmega imama Muse al-Kadima, sestra osmega imama Alija al-Ridha«.
Na podlagi zapisov na južni steni mošeje zgodovinarji gradnjo pripisujejo koncu 13. stoletja. Arabski napis na steni mošeje se glasi: »Delo Mahmud ibn Sad«, ki je isti arhitekt, ki je zgradil trdnjavo Nardaran blizu Bakuja.
Hadži Šejk Šarif je bil med številnimi muslimani, ki so pokopani v bližini mošeje. V Baku je prišel, da bi širil sufizem, in v tej mošeji preživel preostanek svojega življenja.
Slavni francoski pisatelj Alexandre Dumas, ki je mošejo obiskal v 1850-ih, je v svoji knjigi Svet zapisal: »Mošeja - kraj čaščenja neplodnih žensk, sem pridejo peš, častijo in v enem letu pridobijo sposobnost rojevanja.«
Omembo mošeje najdemo tudi v delih lokalnih in evropskih raziskovalcev in popotnikov, kot so Abasgulu Bakikanov, Ilja Berezin, Johannes Albrecht Bernhard Dorn, Nicholas Kanikov in Jevgeni Pakomov.
Leta 1911 je pokrovitelj Bakuja Alasgar Agha Dadašov z arhitektom Hadži Nadžafom zgradil novo stavbo mošeje. Tudi rekonstrukcija grobnice in stare mošeje je dobila kubično obliko.

### Uničenje mošeje
Po vzpostavitvi sovjetske oblasti v Azerbajdžanu leta 1920 so boljševiki začeli grajati vero. Mošeja Bibi-Hejbat je skupaj z bakujsko rusko pravoslavno cerkvijo Aleksandra Nevskega in rimskokatoliško cerkvijo Brezmadežnega spočetja postala tarča novega režima. Mošeja je bila leta 1934 razstreljena zaradi sovjetske protiverske kampanje.
Šele po uničenju mošeje se je istega leta v Moskvi sovjetska vlada odločila za ohranitev arhitekturnih spomenikov zgodovinskega pomena, medtem ko je bil predsednik Azkomstarisa Salamov zaradi uničenja mošeje obsojen na 20 let izgnanstva v Sibirijo.

### Obnova nove mošeje
Leta 1994, potem ko je Azerbajdžan pridobil svojo neodvisnost, je takratni predsednik Hejdar Alijev odredil gradnjo nove stavbe za mošejo Bibi-Hejbat na istem mestu, kjer je bila uničena. Postavitev in velikost kompleksa so obnovili leta 1980 na podlagi fotografij, posnetih tik pred eksplozijo. Ključno vlogo pri obnovi mošeje so imeli tudi zapisi različnih popotnikov, med katerimi je pomembno vlogo odigral manjši članek G. Sadiga iz leta 1925, ki opisuje stanje mošejskega kompleksa sredi 1920-ih.
Slovesnost ob posvetitvi, ki se je je udeležil predsednik Hejdar Alijev, je potekala 11. julija 1997. Maja 1999 je potekala slovesna otvoritev nove mošeje, medtem ko so leta 2008 odkrili spomenik Širvanšaku Faruhzadeju in Hejdarju Alijevu.
Mošeja je bila rekonstruirana in povečana s predsedniškim odlokom leta 2005. Za udobje romarjev so bile zgrajene nove dvorane.

## Arhitektura

### Prva mošeja
Stara mošeja je stala v južnem delu grobnice, medtem ko je bil v zahodnem delu mošeje 20 metrov visok minaret. Kasneje so mošeji južno od minareta dodali kripto in dve niši. Na nišah so bili napisi z imenom Fatali Kan, čigar nagrobna marmorna plošča je zdaj v Azerbajdžanskem državnem zgodovinskem muzeju.
Od leta 1305 do 1313 je Mahmud ibn Sad zgradil minarete mošeje. Vrh niti in kapnikov, dvignjen z majhnim stebričkom, nadgrajen s polkrožno Rebrovo kupolo. Ograje minaretov so bile okrašene s kamnitim žarom. Grafične študije so pokazale, da je bila višina minareta približno 22 m.
Bogata notranjost kompleksa je bila okrašena z ornamenti. V notranjosti mošeje je bila podolgovata pravokotna soba s suličastim lokom. Pod kupolo je bil lestenec-svečnik (šamdan), kavelj, na katerem je visel, pa je bil obdan z vitrajem.
Na severni strani minareta in mošeje, ki je tik ob grobnici, je bil napis, ki ga je odkril Johannes Albrecht Bernhard Dorn. Iz napisa je bilo razvidno, da je bil ta mavzolej zgrajen leta 1619 in ga je tukaj pokopal šejk Šarif Šejk Bin Abid, ki je umrl naslednji dan po službi.

### Druga mošeja
Sodobna obnovljena mošeja je klasičen primer širvanske arhitekturne šole. Mošeja ima tri kupole, ki so ohranile tradicionalno obliko stare mošeje iz valovitega pocinkanega železa, in dva minareta. Kupole so okrašene z zelenimi in turkiznimi ogledali, ki so obrobljena s pozlačenimi napisi iz Korana. Moška molilnica je na južni strani kompleksa, ženska pa na severni strani. Med njima je mavzolej.
Gradbeniki so uporabili lokalne sorte apnenca, kot je Gulbaht. Na notranjih stenah so marmorne rezbarije s kaligrafskimi napisi, kot so muhagah, Suls, Džami-Suls, Kufic, kufi-šatrandž, musalsag, sofa in tugra. Široko se uporabljajo tudi takšne okrasne kompozicije, kot so islimi, šukjufa, Bandi-Rumi, zendžiri Selcuk (seldžuška veriga), Šamsi, Džafari in Ačma-juma.
Mošejo je zasnoval azerbajdžanski arhitekt Sanan Sultanov.

## Galerija
- Notranost mošeje
- Grobnice
- Vhod
- Orientalsko oblikovanje
- Obnovljena mošeja leta 2008
- Illustracija mošeje, Viggo Peter Olaf Langer